# Stonewall Gap
Segundo – jednostka osadnicza w Stanach Zjednoczonych, w stanie Kolorado, w hrabstwie Las Animas.